# Rade Mijatović
Rade Mijatović (serbisch-kyrillisch Раде Мијатовић; * 30. Juni 1981 in Sombor, Vojvodina, SR Serbien, SFR Jugoslawien) ist ein montenegrinischer Handballspieler.

## Karriere

### Verein
Der 1,92 m große und 98 kg schwere Torwart spielte für die serbischen Vereine Vojvodina Novi Sad und RK Partizan Belgrad. 2006 wechselte er in die spanische Liga ASOBAL zu BM Altea, kehrte jedoch nach einer Saison zu RK Roter Stern Belgrad zurück. Nach weiteren Stationen in Spanien bei CB Cantabria Santander, BM Alcobendas, BM Toledo und Club Balonmano Antequera schloss er sich 2012 dem belarussischen Verein HC Dinamo Minsk an, mit dem er die Meisterschaft und den Pokal gewann. Seit 2013 steht er beim mazedonischen Verein RK Metalurg Skopje unter Vertrag. In der EHF Champions League 2013/14 qualifizierte er sich für das Viertelfinale. Zur Saison 2014/15 wechselte er zum ungarischen Verein Csurgói KK. Im Sommer 2015 wechselte er zum ungarischen Verein Tatabánya KC. 2016 schloss er sich dem belarussischen Verein Brest GK Meschkow an. Zwei Jahre später wechselte er zum ungarischen Verein Ferencváros Budapest.

### Nationalmannschaft
Rade Mijatović steht im Aufgebot der Montenegrinischen Nationalmannschaft, so bei der Europameisterschaft 2014, wo er in der Vorrunde ausschied. Bei der Weltmeisterschaft 2013 landete er auf dem 22. Platz. 2008 erreichte er den 12. Platz bei der Europameisterschaft.
Bisher bestritt er 42 Länderspiele. (Stand: 21. Februar 2014)

## Erfolge
- Serbischer Meister 2005 und 2008
- Serbischer Pokalsieger 2005
- Belarussischer Meister 2013, 2017 und 2018
- Belarussischer Pokalsieger 2013, 2017 und 2018
- Mazedonischer Meister 2014